# يوهانس شميت (أستاذ جامعي)
يوهانس شميت (بالألمانية: Johannes Schmidt)‏ هو لغوي ألماني، ولد في 29 يوليو 1843 في برنتسلاو في ألمانيا، وتوفي في 4 يوليو 1901 في برلين في ألمانيا.

## وصلات خارجية
- جوهانس شميت على موقع الموسوعة البريطانية (الإنجليزية)